# Marienkapelle (Tannenberg)

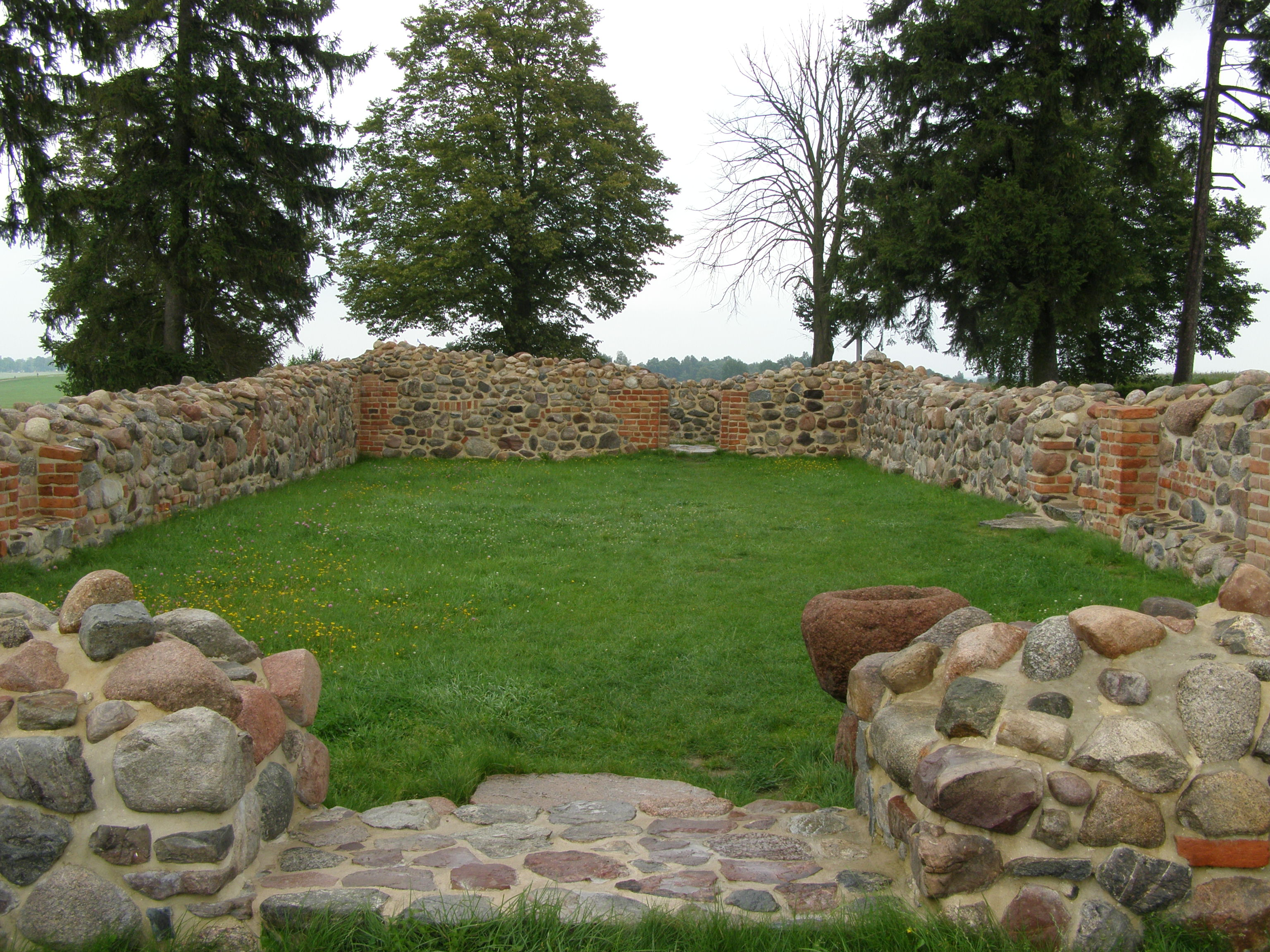
Reste der Marienkapelle in Tannenberg

Die Marienkapelle auf der Gedenkstätte Grunwald war eine Gebets- und Gedenkstätte für Ulrich von Jungingen, den gefallenen Hochmeister des deutschen Ordens.

## Geschichte
Heinrich von Plauen ließ neben dem Platz des Ordensheer-Lagers eine Marienkapelle erbauen, die 1413 der Schutzpatronin des Ordens der heiligen Maria geweiht war, aber schon 1414 von polnischen Soldaten wieder zerstört wurde. Nach ihrer Wiederaufrichtung entwickelte sie sich zu einer Wallfahrtskapelle. Vermutlich zerstörten die Lipka-Tataren oder die Krimtataren bei ihrem Einfall in Ostpreußen 1656 das Gebäude. Nach dem Ende des Ordensstaates gab es für die Wiederherstellung kein Interesse. Erst der Landrat des Kreises Osterode Rudolf von Brandt, dem das Gut Tannenberg gehörte, ließ auf dem Kapellenberg unweit der Kapelle 1901 den Jungingenstein errichten. Im Jahr 1945, bei der Anlage einer polnischen Gedenkstätte, wurden die Grundmauern der Kapelle freigelegt. Die Anlage steht heute unter Denkmalschutz.